# 驱逐出境博物馆

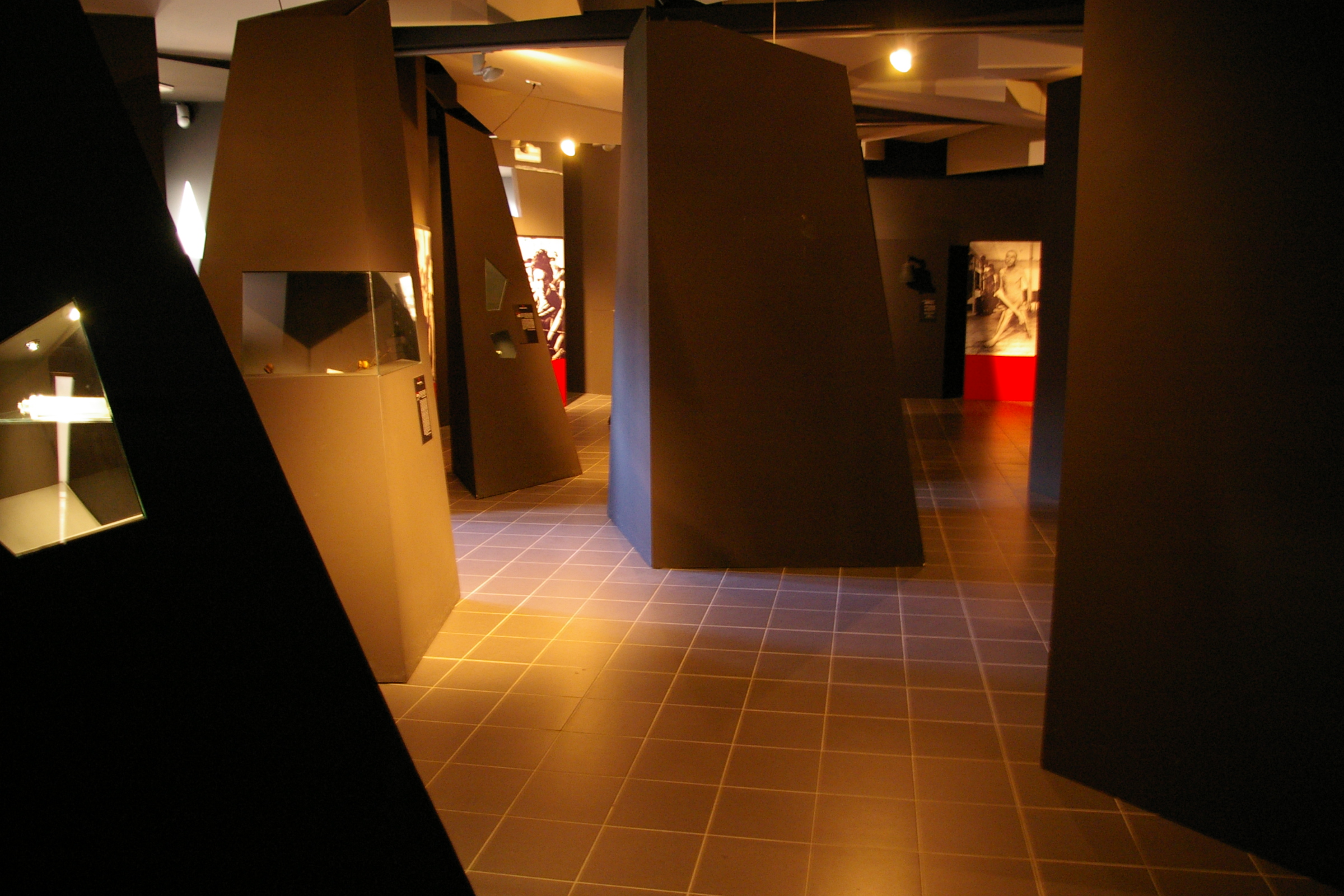

驱逐出境和抵抗运动博物馆（Museo e Centro di Documentazione della Deportazione e Resistenza）是于意大利中部普拉托的一家博物馆，专注于法西斯主义在意大利的出现和崛起的历史，记录第二次世界大战期间 在集中营和灭绝营的政治、种族和宗教迫害，以及驱逐出境。
1944 年 9 月 6 日，在菲格林有 29 名游击队员被德军杀害。今天的博物馆和文献中心距离屠杀现场只有一箭之遥。
另一历史事件是，1944 年 3 月，在被占领的意大利北部和中部发生总罢工后，数百名托斯卡纳人被驱逐到毛特豪森集中营 。 
2002 年 4 月 10 日，博物馆和文献中心举行庄严的开幕仪式，意大利总统钱皮出席。